# Religion en République centrafricaine
Plusieurs religions sont pratiquées en République centrafricaine. D'après le recensement de 2003, 80 % de la population (près de 6 millions de centrafricains en 2020) est chrétienne, 10 % est musulmane et 10 % est animiste. La République centrafricaine est un pays membre de l'Organisation de la coopération islamique.

## Christianisme
(environ 20..30 %)
L'évangélisation a commencé en 1971

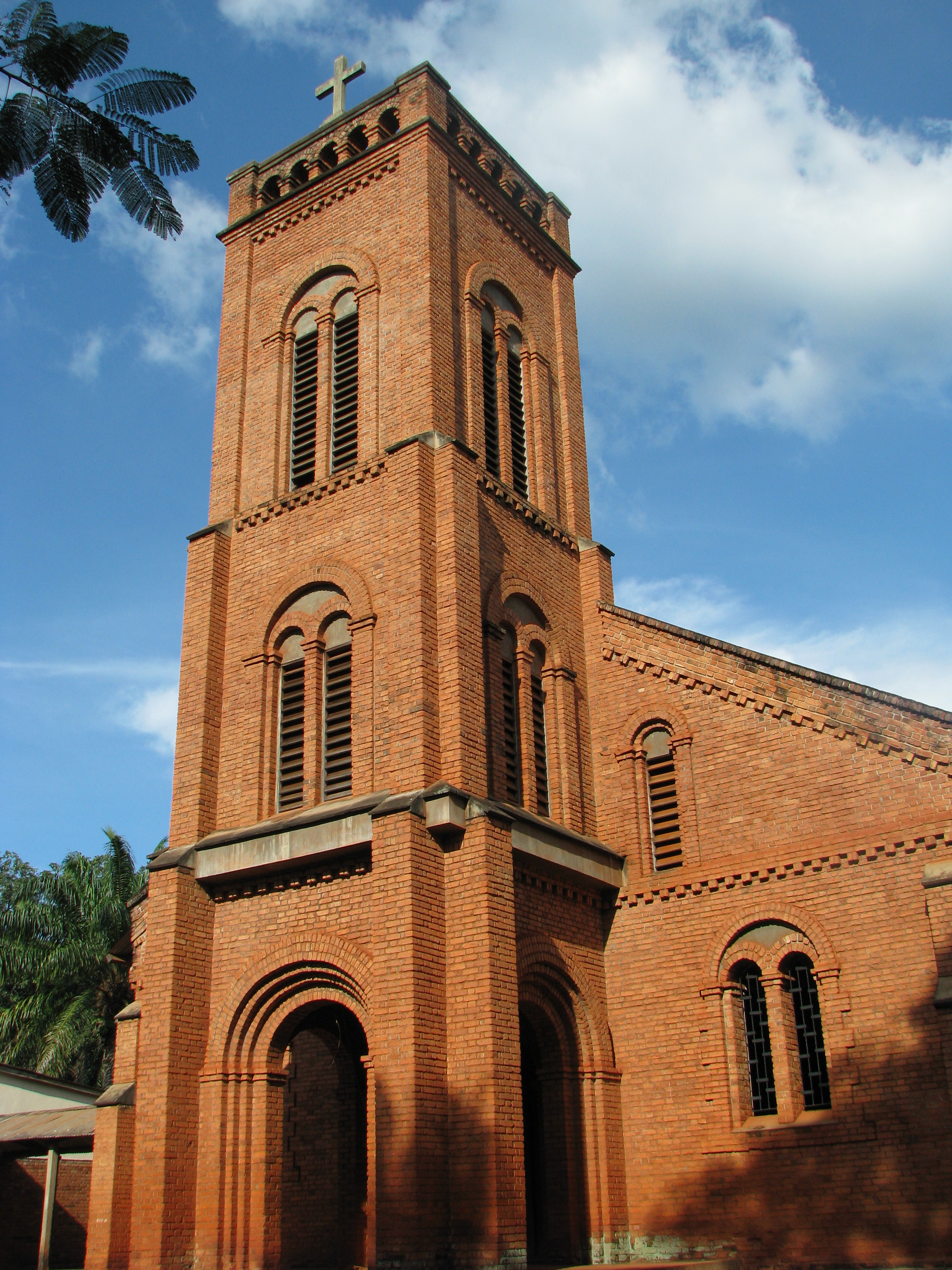
Cathédrale Saint Pierre Claver (Église catholique en République centrafricaine), Bangassou

Une visite pastorale (par les papes Jean-Paul II et François ont été réalisées en 1985 et 2015.
Les principales dénominations présentes du christianisme sont : 
- Église catholique en République centrafricaine (Église catholique) (25..40 %, 1 724 000)[1],
- Église évangélique luthérienne de République centrafricaine (120 000 membres[2], Fédération luthérienne mondiale),
- Église évangélique baptiste en République centrafricaine (près de 70 000 membres en 2020, Alliance baptiste mondiale).
- Église Christianisme Prophétique en Afrique de Centrafrique[3]
- Église Apostolique de Centrafrique
- Église Kibanguiste de Centrafrique

- Archidiocèse de Bangui (1909)
- Liste des cathédrales de République centrafricaine
- Cathédrale Notre Dame D'Afrique (Bangui) (en)
- Cathédrale Saint Pierre Claver de Bangassou (en)
- Église de Fatima (Bangui) (en)
- Association des conféreences épiscopales de l'Afrique centrale (it)

## Islam

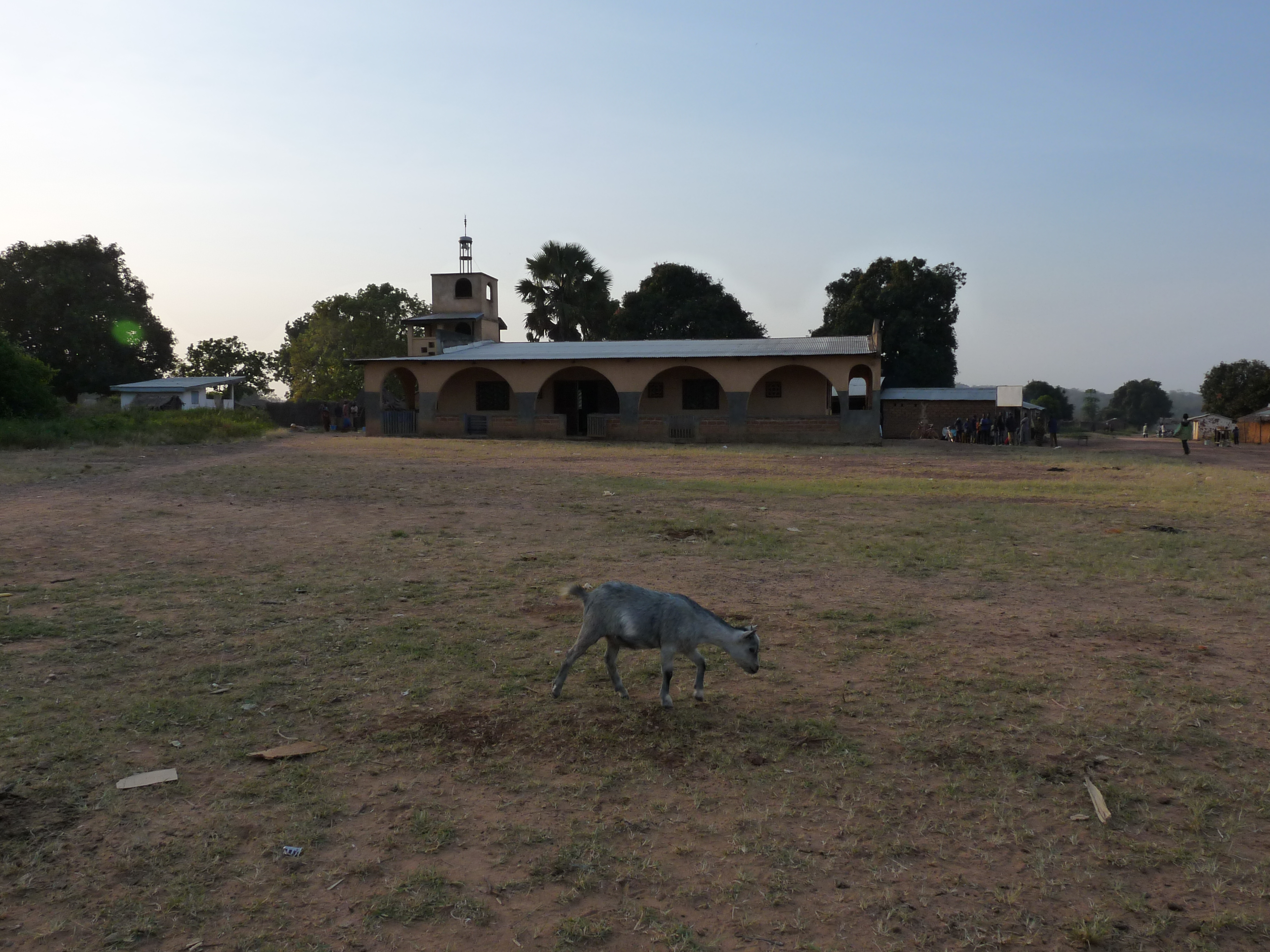
Mosquée, Niem-Yéléwa

L'islam centrafricain est sunnite, malékite.
- Seleka (République centrafricaine) (2012)
- Traite orientale (arabe)

## Religions traditionnelles africaines
Bien que seulement 10% de la population soit considérée comme animiste, beaucoup de croyances indigènes influent sur les pratiques religieuses chrétiennes et musulmanes.
- Religions traditionnelles africaines, syncrétisme

### Filmographie
- Centrafrique, l'impossible réconciliation, film documentaire d'Éric Bergeron, Michel Dumont et Isabelle Nommay, ARTE, ADAV, Paris, 2014, 12 min